# Norton (Virginia)
Norton ist eine unabhängige Stadt in Virginia, USA. Sie ist komplett umgeben vom Wise County. Das U.S. Census Bureau hat bei der Volkszählung 2020 eine Einwohnerzahl von 3687 ermittelt.

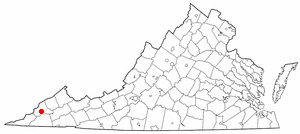
Lage von Norton in Virginia

## Geographie
Das Stadtgebiet erstreckt sich auf einer Fläche von 19,5 km² und liegt auf einer Höhe von 818 m.

## Söhne und Töchter der Stadt
- Dock Boggs (1898–1971), Banjo-Spieler und Old-Time-Musiker
- Vernon Crawford "Jack" Cooke (1936–2009), Bluegrassmusiker